# 大黄蝠
大黄蝠（学名：Scotophilus heathi）为蝙蝠科黄蝠属的动物。分布于亚洲南部阿富汗，柬埔寨，中国，印度，印尼，巴基斯坦，菲律宾，斯里兰卡，和越南。在中国大陆，分布于广西、海南、广东、福建、云南等地，常见于热带家舍。该物种的模式产地在印度。

## 亚种
- 大黄蝠海南亚种（学名：Scotophilus heathi insularis），Allen于1906年命名。在中国大陆，分布于广西、海南、广东、福建、云南等地。该物种的模式产地在海南。[4]